# Дружба (гідрологічний заказник)
Дру́жба — гідрологічний заказник місцевого значення в Україні. Об'єкт розташований на території Лебединського району Сумської області, на північний захід від села Ворожба.
Площа — 17,8 га. Статус отриманий у 2016 році. Перебуває у віданні Виконавчого комітету Ворожбянської сільської ради.
Ставок, розміщений у балці. Частина водозбору р. Псел. Ставок демонструє динаміку зміни рослинності старих сільських ставків. Крім того, на зволоженій прибережній території зростають рослини, занесені до Червоної книги України, зокрема пальчатокорінник м'ясочервоний.
Фауна заказника включає рідкісні види, що охороняються  Бернською конвенцією про охорону дикої флори та фауни і природних середовищ існування в Європі: плиска біла, дятел малий, крутиголовка, щеврик лісовий, сорокопуд-жулан, кобилочка річкова, очеретянка чагарникова, повзик, щиглик, ящірка прудка, жаба гостроморда.